# Milovan Sikimić
Milovan Sikimić, cyr. Милован Сикимић (ur. 25 października 1980 w Smederevie) – serbski piłkarz grający na pozycji obrońcy.